# 퍼니싱: 그레이 레이븐
퍼니싱: 그레이 레이븐(중국어: 战双帕弥什, 일본어: パニシング：グレイレイヴン)은 쿠로 게임즈가 개발한 모바일 액션 롤플레잉 게임이다. 2019년 12월 5일 중국에서 처음 출시되었고, 2020년 12월 4일에는 일본에서 출시되었다. 전 세계에서는 2021년 7월 16일에 출시되었다.

## 캐릭터
루시아 (露西亞)
성우: 小N (중국어), 尾狐殿 (광둥어), 이시카와 유이 (일본어)
리브 (麗芙)
성우: 多多poi (중국어), 間踏梧桐 (광둥어), 카야노 아이 (일본어)
리 (里)
성우: 夏侯落楓 (중국어), 犬畏 (광둥어), 마츠오카 요시츠구 (일본어)

## 논란
쿠로 게임은 중국에서 처음 출시됐을 때 퍼니싱: 그레이 레이븐에 대한 부적절한 대처, 특히 잘못된 가챠 요금 광고와 신유저에게 과도한 보상을 제공한 다음 보상을 회수하는 것에 대해 비판을 받았다. 그 이후로 개발자들은 게임 밸런스와 가챠 시스템 개선과 같은 플레이어의 우려 사항을 해결하여 게임 관리를 개선한 점에 대해 영감을 받았다. 이 게임은 게임 플레이 면에서 유사하다는 점에서 붕괴3rd와 비교되었다.